# Austronilea livida
Austronilea livida là một loài ruồi trong họ Tachinidae.